# Divizia C 1946–1947
Divizia C 1946–1947 a fost al 3-lea sezon al ligii de gradul al treilea din sistemul ligii de fotbal din România. În urma consfătuirii FRFA din septembrie 1946 („Sportul Popular” nr. 456/11 septembrie 1946) s-a hotărât ca Divizia C să-și reia activitatea.

## Format
În Divizia B au promovat cele 13 câștigătoare de serie, dar și 14 echipe cu o clasare pe locul doi, ediția 1947-1948 a diviziei secunde urmând să sorteze cele mai bune 28 de echipe din 64, restul retrogradând în Divizia C din sezonul  1948-49.

## Localizarea campioanelor seriilor
- Seria V a avut două serii, campioana seriei V (A), a fost Indagrara Arad. A pierdut în playofful seriei cu Ripensia Timișoara.

## Clasamentele ligii

### Seria I
| Loc | Club                      | MJ | V  | E | Î  | GM | GP | Pt | Promovare sau retrogradare |
| --- | ------------------------- | -- | -- | - | -- | -- | -- | -- | -------------------------- |
| 1   | Concordia Ploiești        | 18 | 13 | 4 | 1  | 77 | 18 | 30 | Promovare în Divizia B     |
| 2   | CFR Târgoviște            | 18 | 14 | 2 | 2  | 44 | 16 | 30 |                            |
| 3   | Astra Târgoviște          | 18 | 11 | 3 | 4  | 38 | 18 | 25 |                            |
| 4   | "23 August" București     | 18 | 12 | 1 | 5  | 71 | 34 | 25 |                            |
| 5   | Româno-Americană Ploiești | 18 | 9  | 3 | 6  | 56 | 28 | 21 |                            |
| 6   | PAS Pucioasa              | 18 | 7  | 2 | 9  | 35 | 53 | 16 |                            |
| 7   | PTT București             | 18 | 7  | 1 | 10 | 37 | 53 | 15 |                            |
| 8   | Arte Grafice București    | 18 | 4  | 0 | 14 | 29 | 74 | 8  |                            |
| 9   | UCB București             | 18 | 2  | 2 | 14 | 11 | 60 | 6  |                            |
| 10  | Principesa Ileana Câmpina | 18 | 2  | 0 | 16 | 17 | 64 | 4  |                            |

### Seria II
| Loc | Club                      | MJ | V  | E | Î  | GM | GP | Pt | Promovare sau retrogradare |
| --- | ------------------------- | -- | -- | - | -- | -- | -- | -- | -------------------------- |
| 1   | BNR București             | 18 | 12 | 3 | 3  | 54 | 26 | 27 | Promovare în Divizia B     |
| 2   | Filatura Română București | 18 | 12 | 2 | 4  | 73 | 21 | 26 |                            |
| 3   | Oțelul Turnu-Măgurele     | 18 | 10 | 2 | 6  | 58 | 37 | 22 |                            |
| 4   | ASIMB Alexandria          | 18 | 10 | 1 | 7  | 38 | 32 | 21 |                            |
| 5   | Laromet București         | 18 | 8  | 3 | 7  | 50 | 31 | 19 |                            |
| 6   | Telefoane București       | 18 | 7  | 4 | 7  | 35 | 41 | 18 |                            |
| 7   | CFR Ploiești              | 18 | 7  | 1 | 10 | 31 | 33 | 15 |                            |
| 8   | Colentina București       | 18 | 4  | 6 | 8  | 23 | 64 | 14 |                            |
| 9   | Acvila Giurgiu            | 18 | 4  | 5 | 9  | 29 | 46 | 13 |                            |
| 10  | Dragaje Giurgiu           | 18 | 1  | 3 | 14 | 12 | 72 | 5  |                            |

### Seria III
| Loc | Club                      | MJ | V  | E | Î  | GM | GP | Pt | Promovare sau retrogradare |
| --- | ------------------------- | -- | -- | - | -- | -- | -- | -- | -------------------------- |
| 1   | Astra Română Câmpina      | 18 | 14 | 1 | 3  | 73 | 22 | 29 | Promovare în Divizia B     |
| 2   | Voina București           | 18 | 11 | 0 | 7  | 51 | 30 | 22 |                            |
| 3   | Elpis Constanța           | 18 | 10 | 2 | 6  | 32 | 32 | 22 |                            |
| 4   | Gloria Valea Călugărească | 18 | 9  | 1 | 8  | 29 | 32 | 19 |                            |
| 5   | Tipografia CFR București  | 18 | 9  | 1 | 8  | 38 | 31 | 19 |                            |
| 6   | Venus Călărași            | 18 | 9  | 1 | 8  | 34 | 36 | 19 |                            |
| 7   | Steaua Română Câmpina     | 18 | 9  | 1 | 8  | 46 | 32 | 19 |                            |
| 8   | Adesgo București          | 18 | 6  | 1 | 11 | 31 | 53 | 13 |                            |
| 9   | Medicina București        | 18 | 5  | 1 | 12 | 31 | 53 | 11 |                            |
| 10  | Monetăria București       | 18 | 2  | 3 | 13 | 23 | 67 | 7  |                            |

### Seria IV
| Loc | Club                     | MJ | V  | E | Î  | GM | GP | Pt | Promovare sau retrogradare |
| --- | ------------------------ | -- | -- | - | -- | -- | -- | -- | -------------------------- |
| 1   | PCA Constanța            | 20 | 16 | 2 | 2  | 74 | 19 | 34 | Promovare în Divizia B     |
| 2   | Metalosport Galați       | 20 | 16 | 1 | 3  | 54 | 19 | 33 |                            |
| 3   | Franco-Română Brăila     | 20 | 16 | 0 | 4  | 65 | 22 | 32 |                            |
| 4   | Dacia Unirea Brăila      | 20 | 14 | 1 | 5  | 65 | 25 | 29 |                            |
| 5   | CFR Brăila               | 20 | 10 | 1 | 9  | 34 | 35 | 21 |                            |
| 6   | Avântul ICAR Buzău       | 20 | 9  | 3 | 8  | 39 | 36 | 21 |                            |
| 7   | Santierele Navale Galați | 20 | 7  | 3 | 10 | 31 | 48 | 17 |                            |
| 8   | CFR Râmnicu-Sărat        | 20 | 5  | 1 | 14 | 28 | 55 | 11 |                            |
| 9   | FC Arsenal Galați        | 20 | 5  | 1 | 14 | 31 | 61 | 11 |                            |
| 10  | Gloria Vrancea Focșani   | 20 | 3  | 2 | 15 | 16 | 53 | 8  |                            |
| 11  | "1 Mai" Focșani          | 20 | 1  | 1 | 18 | 5  | 62 | 3  |                            |

- CFR Adjud s-a retras după ce a pierdut toate cele 11 meciuri

### Seria V (A)
| Loc | Club                  | MJ | V  | E | Î  | GM | GP | Pt | Promovare sau retrogradare   |
| --- | --------------------- | -- | -- | - | -- | -- | -- | -- | ---------------------------- |
| 1   | Indagrara Arad        | 22 | 19 | 2 | 1  | 75 | 23 | 40 | Calificare în Finala Seria V |
| 2   | Unirea Jimbolia       | 22 | 14 | 3 | 5  | 61 | 35 | 31 |                              |
| 3   | Metalosport Ferdinand | 22 | 10 | 7 | 5  | 49 | 32 | 27 |                              |
| 4   | Romitex Timișoara     | 22 | 9  | 8 | 5  | 42 | 47 | 26 |                              |
| 5   | Prima Banat Timișoara | 22 | 8  | 9 | 5  | 34 | 27 | 25 |                              |
| 6   | Bohn Jimbolia         | 22 | 8  | 7 | 7  | 58 | 42 | 23 |                              |
| 7   | Bocșa Montană         | 22 | 10 | 2 | 10 | 54 | 44 | 22 |                              |
| 8   | Freidorf Timișoara    | 22 | 6  | 7 | 9  | 38 | 55 | 19 |                              |
| 9   | Teba Arad             | 22 | 6  | 7 | 9  | 27 | 45 | 19 |                              |
| 10  | Bocșa Română          | 22 | 7  | 3 | 12 | 40 | 52 | 17 |                              |
| 11  | Progresul Lugoj       | 22 | 2  | 6 | 14 | 26 | 69 | 10 |                              |
| 12  | CFR Caransebeș        | 22 | 1  | 3 | 18 | 10 | 51 | 5  |                              |

### Seria V (B)
| Loc | Club                 | MJ | V  | E | Î  | GM | GP | Pt | Promovare sau retrogradare   |
| --- | -------------------- | -- | -- | - | -- | -- | -- | -- | ---------------------------- |
| 1   | Ripensia Timișoara   | 18 | 13 | 4 | 1  | 48 | 21 | 30 | Calificare în Finala Seria V |
| 2   | ILSA Timișoara       | 18 | 14 | 1 | 3  | 46 | 21 | 29 |                              |
| 3   | Astra Arad           | 18 | 10 | 3 | 5  | 44 | 23 | 23 |                              |
| 4   | SG Arad              | 18 | 8  | 4 | 6  | 40 | 32 | 20 |                              |
| 5   | AS Vinga             | 18 | 7  | 4 | 7  | 24 | 23 | 18 |                              |
| 6   | Olimpia Arad         | 18 | 6  | 4 | 8  | 20 | 32 | 16 |                              |
| 7   | Virtutea Pecica      | 18 | 6  | 1 | 11 | 26 | 33 | 13 |                              |
| 8   | Patria Chișineu-Criș | 18 | 5  | 3 | 10 | 26 | 33 | 13 |                              |
| 9   | Șoimii Lipova        | 18 | 5  | 3 | 10 | 26 | 43 | 13 |                              |
| 10  | Tricolor Arad        | 18 | 2  | 1 | 15 | 16 | 55 | 5  |                              |

#### Finala Seria V
Câștigătoarea Seriei V a fost Ripensia Timișoara.

### Seria VI
| Loc | Club                      | MJ | V  | E | Î  | GM | GP | Pt | Promovare sau retrogradare |
| --- | ------------------------- | -- | -- | - | -- | -- | -- | -- | -------------------------- |
| 1   | Sanitas Satu-Mare         | 18 | 12 | 6 | 0  | 74 | 18 | 30 | Promovare în Divizia B     |
| 2   | Minaur Baia-Mare          | 18 | 12 | 3 | 3  | 54 | 33 | 27 |                            |
| 3   | Tisa Sighet               | 18 | 9  | 2 | 7  | 44 | 45 | 20 |                            |
| 4   | Carmen Oradea             | 18 | 8  | 4 | 6  | 38 | 38 | 20 |                            |
| 5   | Olimpia CFR Satu-Mare     | 18 | 7  | 5 | 6  | 44 | 30 | 19 |                            |
| 6   | Victoria CFR Carei        | 18 | 7  | 2 | 9  | 23 | 32 | 16 |                            |
| 7   | Stăruința Oradea          | 18 | 6  | 4 | 8  | 40 | 37 | 16 |                            |
| 8   | Electrica Valea lui Mihai | 18 | 5  | 5 | 9  | 33 | 37 | 14 |                            |
| 9   | CS Zalău                  | 18 | 4  | 2 | 12 | 27 | 59 | 10 |                            |
| 10  | CSM Salonta               | 18 | 3  | 2 | 13 | 21 | 69 | 8  |                            |

### Seria VII
| Loc | Club                 | MJ | V  | E | Î  | GM | GP | Pt | Promovare sau retrogradare |
| --- | -------------------- | -- | -- | - | -- | -- | -- | -- | -------------------------- |
| 1   | CFR Cluj             | 16 | 15 | 1 | 0  | 56 | 5  | 31 | Promovare în Divizia B     |
| 2   | Haggibor Cluj        | 16 | 11 | 1 | 4  | 35 | 17 | 23 |                            |
| 3   | Sparta Gherla        | 16 | 9  | 1 | 6  | 38 | 29 | 19 |                            |
| 4   | Sonametan Turda      | 16 | 8  | 2 | 6  | 37 | 30 | 18 |                            |
| 5   | Cimentul Turda       | 16 | 7  | 3 | 6  | 28 | 25 | 17 |                            |
| 6   | Rutextil Cluj        | 16 | 6  | 1 | 9  | 39 | 40 | 13 |                            |
| 7   | CS Bistrița          | 16 | 5  | 2 | 9  | 21 | 23 | 12 |                            |
| 8   | Unirea Luduș         | 16 | 3  | 2 | 11 | 18 | 33 | 8  |                            |
| 9   | Minerul Ticu Aghireș | 16 | 1  | 1 | 14 | 81 | 59 | 3  |                            |

### Seria VIII
| Loc | Club                 | MJ | V  | E | Î  | GM | GP | Pt | Promovare sau retrogradare |
| --- | -------------------- | -- | -- | - | -- | -- | -- | -- | -------------------------- |
| 1   | Șoimii Sibiu         | 18 | 14 | 1 | 3  | 60 | 20 | 29 | Promovare în Divizia B     |
| 2   | IRTL Mediaș          | 18 | 13 | 1 | 4  | 49 | 25 | 27 |                            |
| 3   | Sticla Târnăveni     | 18 | 9  | 4 | 5  | 46 | 31 | 22 |                            |
| 4   | Victoria Sighișoara  | 18 | 10 | 1 | 7  | 42 | 29 | 21 |                            |
| 5   | SM Odorhei           | 18 | 7  | 3 | 8  | 29 | 36 | 17 |                            |
| 6   | Sportul CFR Sibiu    | 18 | 6  | 3 | 9  | 34 | 42 | 15 |                            |
| 7   | ACFR Sighișoara      | 18 | 6  | 3 | 9  | 26 | 45 | 15 |                            |
| 8   | Vitrometan Mediaș    | 18 | 7  | 0 | 11 | 33 | 37 | 14 |                            |
| 9   | Unirea MV Alba-Iulia | 18 | 6  | 1 | 11 | 27 | 45 | 13 |                            |
| 10  | Nitro Mica Târnăveni | 18 | 2  | 3 | 13 | 16 | 52 | 7  |                            |

### Seria IX
| Loc | Club                    | MJ | V  | E | Î  | GM | GP | Pt | Promovare sau retrogradare |
| --- | ----------------------- | -- | -- | - | -- | -- | -- | -- | -------------------------- |
| 1   | AS Doljul Craiova       | 18 | 15 | 1 | 2  | 62 | 16 | 31 | Promovare în Divizia B     |
| 2   | Sporting Roșiori        | 18 | 12 | 1 | 5  | 42 | 36 | 25 |                            |
| 3   | Oltenia Craiova         | 18 | 11 | 1 | 6  | 39 | 30 | 23 |                            |
| 4   | Vâlceana Râmnicu-Vâlcea | 18 | 10 | 1 | 7  | 49 | 27 | 21 |                            |
| 5   | CFR Pitești             | 18 | 8  | 1 | 9  | 32 | 34 | 17 |                            |
| 6   | SM Găvana               | 18 | 7  | 3 | 8  | 42 | 36 | 17 |                            |
| 7   | Gorjul Târgu-Jiu        | 18 | 8  | 0 | 10 | 29 | 52 | 16 |                            |
| 8   | Oltul Slatina           | 18 | 6  | 2 | 10 | 36 | 30 | 14 |                            |
| 9   | Zborul Cloșani          | 18 | 4  | 3 | 11 | 28 | 53 | 11 |                            |
| 10  | Generala Caracal        | 18 | 2  | 1 | 15 | 23 | 68 | 5  |                            |

### Seria X
| Loc | Club                   | MJ | V  | E | Î  | GM | GP | Pt | Promovare sau retrogradare |
| --- | ---------------------- | -- | -- | - | -- | -- | -- | -- | -------------------------- |
| 1   | CS Aninoasa            | 18 | 16 | 0 | 2  | 66 | 12 | 32 | Promovare în Divizia B     |
| 2   | CS Lonea               | 18 | 14 | 2 | 2  | 49 | 16 | 30 |                            |
| 3   | Victoria CFR Petroșani | 18 | 13 | 1 | 4  | 36 | 15 | 27 |                            |
| 4   | Viscoza Română Lupeni  | 18 | 12 | 0 | 6  | 42 | 16 | 24 |                            |
| 5   | UFH Hunedoara          | 18 | 11 | 1 | 6  | 42 | 16 | 23 |                            |
| 6   | Metalosport Călan      | 18 | 7  | 2 | 9  | 24 | 32 | 16 |                            |
| 7   | Grănicerul Caransebeș  | 18 | 5  | 2 | 11 | 22 | 53 | 12 |                            |
| 8   | UM Cugir               | 18 | 4  | 1 | 13 | 14 | 39 | 9  |                            |
| 9   | Corvinul Deva          | 18 | 2  | 1 | 15 | 10 | 55 | 5  |                            |
| 10  | CFR Simeria            | 18 | 1  | 0 | 17 | 5  | 56 | 2  |                            |

### Seria XI
| Loc | Club               | MJ | V  | E | Î  | GM | GP | Pt | Promovare sau retrogradare |
| --- | ------------------ | -- | -- | - | -- | -- | -- | -- | -------------------------- |
| 1   | Danubiana Roman    | 18 | 15 | 2 | 1  | 93 | 9  | 32 | Promovare în Divizia B     |
| 2   | Victoria CFR Iași  | 18 | 16 | 0 | 2  | 73 | 9  | 32 |                            |
| 3   | ARLUS Bacău        | 18 | 14 | 0 | 4  | 81 | 19 | 28 |                            |
| 4   | ACFR Iași          | 18 | 11 | 2 | 5  | 46 | 28 | 24 |                            |
| 5   | Hârtia Letea       | 18 | 11 | 0 | 7  | 45 | 46 | 22 |                            |
| 6   | Hagwiruch Rădăuți  | 18 | 5  | 2 | 11 | 23 | 53 | 12 |                            |
| 7   | HLA Rădăuți        | 18 | 5  | 1 | 12 | 21 | 58 | 11 |                            |
| 8   | Macabi Iași        | 18 | 3  | 2 | 13 | 13 | 58 | 8  |                            |
| 9   | Unirea CFR Pașcani | 18 | 2  | 2 | 14 | 12 | 74 | 6  |                            |
| 10  | CFR Ițcani         | 18 | 1  | 3 | 14 | 15 | 68 | 5  |                            |

### Seria XII
| Loc | Club                   | MJ | V  | E | Î  | GM | GP | Pt | Promovare sau retrogradare |
| --- | ---------------------- | -- | -- | - | -- | -- | -- | -- | -------------------------- |
| 1   | Astra Română Moreni    | 18 | 16 | 2 | 0  | 80 | 17 | 34 | Promovare în Divizia B     |
| 2   | Uzinele Codlea         | 18 | 11 | 2 | 5  | 38 | 18 | 24 |                            |
| 3   | UAB Brașov             | 18 | 8  | 5 | 5  | 33 | 36 | 21 |                            |
| 4   | Concordia Gura-Ocniței | 18 | 9  | 1 | 8  | 35 | 32 | 19 |                            |
| 5   | Explosivi Făgăraș      | 18 | 8  | 2 | 8  | 37 | 39 | 18 |                            |
| 6   | CFR Brașov             | 18 | 6  | 3 | 9  | 24 | 25 | 15 |                            |
| 7   | Textila Prejmer        | 18 | 6  | 2 | 10 | 25 | 36 | 14 |                            |
| 8   | Costinescu Sinaia      | 18 | 6  | 0 | 12 | 24 | 47 | 12 |                            |
| 9   | Caraiman Bușteni       | 18 | 5  | 2 | 11 | 23 | 44 | 12 |                            |
| 10  | Malaxa Tohan           | 18 | 4  | 3 | 11 | 33 | 58 | 11 |                            |